# Joseph M. Gaydos

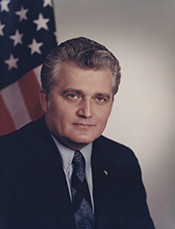
Joseph M. Gaydos (1981)

Joseph Matthew Gaydos (* 3. Juli 1926 in Braddock, Allegheny County, Pennsylvania; † 7. Februar 2015 in Elizabeth Township, Pennsylvania) war ein US-amerikanischer Politiker. Zwischen 1968 und 1993 vertrat er den Bundesstaat Pennsylvania im US-Repräsentantenhaus.

## Werdegang
Joseph Gaydos diente in den Jahren 1944 bis 1946 während der Endphase des Zweiten Weltkrieges in der Reserve der United States Navy und war im pazifischen Raum eingesetzt. Danach studierte er bis 1947 an der Duquesne University. Nach einem anschließenden Jurastudium an der University of Notre Dame in Indiana und seiner 1952 erfolgten Zulassung als Rechtsanwalt begann er in Pittsburgh in diesem Beruf zu arbeiten. Gleichzeitig schlug er als Mitglied der Demokratischen Partei eine politische Laufbahn ein. In den Jahren 1967 und 1968 gehörte er dem Senat von Pennsylvania an. Vor seiner Zeit als Kongressabgeordneter war er auch zeitweise stellvertretender Attorney General seines Staates und stellvertretender Staatsanwalt im Allegheny County. Außerdem fungierte er als juristischer Berater des fünften Bezirks der United Mine Workers of America.
Nach dem Tod des Abgeordneten Elmer J. Holland wurde Gaydos bei der fälligen Nachwahl für den 20. Sitz von Pennsylvania als dessen Nachfolger in das US-Repräsentantenhaus in Washington, D.C. gewählt, wo er am 5. November 1968 sein neues Mandat antrat. Nach elf Wiederwahlen konnte er bis zum 3. Januar 1993 im Kongress verbleiben. In diese Zeit fielen unter anderem das Ende des Vietnamkrieges und die Watergate-Affäre. 1992 verzichtete er auf eine weitere Kandidatur. Nach dem Ende seiner Zeit im US-Repräsentantenhaus ist Joseph Gaydos politisch nicht mehr in Erscheinung getreten.